# Ахъяруллин, Исмагил Ахьярович
Исмагил Ахьярович Ахъяруллин (тат. Исмәгыйль Әхияр улы Әхияруллин; 10 июля 1910, Каракучуково, Уфимская губерния — 7 мая 2004, Давлеканово, Башкортостан) — ветеран труда, директор Давлекановского совхоза, Герой Социалистического Труда (1966).

## Биография
Родился 10 июля 1910 года в с. Каракучуково Белебеевского уезда Уфимской губернии.
Образование — среднее специальное, в 1932 г. окончил Миловский сельскохозяйственный техникум Башкирской АССР, в 1941 г. — Свердловскую школу Народного комиссариата внутренних дел СССР.
Трудиться начал в апреле 1932 г. старшим агрономом Мраковского мясного совхоза.
С декабря 1935 г. по ноябрь 1937 г. служил в рядах Красной Армии. В ноябре 1937 г. назначен старшим агрономом Чекмагушевской машинно-тракторной станции, с ноября 1938 г. по август 1940 г. работал в Башконторе Госстрахфонда сортовых семян Наркомата земледелия СССР. После завершения учебы с июля 1941 г. работал в Бакалинском и Янаульском районах начальником районных отделов Министерства государственной безопасности СССР. В марте 1954 г. как специалист сельского хозяйства был направлен Башкирским обкомом КПСС в распоряжение Башзернотреста и назначен заместителем директора Миловского совхоза Уфимского района. В мае 1954 г. утверждён директором Давлекановского зерносовхоза.
Совхоз, возглавляемый И. А. Ахъяруллиным, из отстающего превратился в передовое хозяйство Давлекановского района, которое с 1960 г. стало работать рентабельно. В 1964 г. была получена прибыль в размере 302,9 тысячи рублей, в 1965 г. — 150 тысяч рублей.
Из года в год росло валовое производство зерна.
В 1965 г. производство зерна по сравнению с 1958 г. увеличилось в 2 раза и достигло 152 667 центнеров. Благодаря передовой культуре земледелия совхоз получал высокие урожаи на больших площадях. В 1964 г. с площади 2 000 гектаров было собрано 20,1 центнера зерна с гектара, а в засушливый 1965 г. с площади 2010 гектаров — 17 центнеров с гектара. В этом же году с площади 500 гектаров был получен урожай проса 20,2 центнера с гектара.
За успехи, достигнутые в увеличении производства и заготовок пшеницы, ржи, гречихи, других зерновых и кормовых культур и высокопроизводительном использовании техники, Указом Президиума Верховного Совета СССР от 23 июня 1966 г. И. А. Ахияруллину присвоено звание Героя Социалистического Труда.
В ноябре 1969 года вышел на пенсию.
Умер в 2004 году.

## Награды
- Герой Социалистического Труда (1966).
- Награждён орденом Ленина (1966), медалями, почётными грамотами Президиума Верховного Совета Башкирской АССР (1949, 1964)